# Seo Jung-won
Seo Jung-won (en coréen : 서정원) est un footballeur sud-coréen né le 17 décembre 1970 à Gwangju en Corée du Sud. Il évolue au poste de milieu offensif. Il devient par la suite entraîneur.
Seo Jung-won participe à la Coupe du monde 1994 puis à la Coupe du monde 1998 avec l'équipe de Corée du Sud. Il compte 87 sélections et 16 buts avec cette équipe.
Le footballeur s'engage en 1998 pour le RC Strasbourg, devenant ainsi le premier Coréen à évoluer dans le championnat de France, suivi l'année suivante par son compatriote Lee Sang-Yoon.